# Centropyxiella
Centropyxiella ist eine Gattung einzelliger, meeresbewohnender, beschalter Amöben. Sie gehört zur Familie der Centropyxidae und umfasst 8 Arten.

## Merkmale
Die Gehäuse der Centropyxiella sind oval. Die Mundöffnung sitzt vorne außenseitig und misst 10 bis 20 Mikrometer, der Kranz ist etwas erweitert. Die Oberfläche des Gehäuses ist glatt, sie ist aufgebaut aus einander überlappenden, flachen mineralischen Partikeln, die durch einen organischen Kitt zusammengehalten werden.

## Vorkommen
Centropyxiella sind meeresbewohnende Organismen. Sie sind häufig.

## Systematik
Die Gattung wurde 1970 von Alexander Valkanov erstbeschrieben. Typusart ist Centropyxiella arenaria. Centropyxiella umfasst acht Arten:
- Centropyxiella arenaria
- Centropyxiella elegans
- Centropyxiella gibbosa
- Centropyxiella gibbula
- Centropyxiella gibbulina
- Centropyxiella lucida
- Centropyxiella oopyxiformis
- Centropyxiella platystoma

## Nachweise
1. 1 2 3  Ralf Meisterfeld: Arcellinida, In: John J. Lee, G. F. Leedale, P. Bradbury (Hrsg.): An Illustrated Guide to the Protozoa. Band 2. Allen, Lawrence 2000, ISBN 1-891276-23-9, S. 827–860 (englisch).